# Йонкер, Келли
Келли Йонкер (нидерл. Kelly Jonker, родилась 23 мая 1990 года в Амстелвене) — нидерландская хоккеистка на траве, нападающая клуба «Амстердамсе» и сборной Нидерландов. Чемпионка летних Олимпийских игр 2012 года, чемпионка мира 2014 и 2018 годов.

## Спортивная карьера
Начала играть в хоккей в возрасте 6 лет в команде «Мира» из Амстелвена. В 2006 году прошла в академию клуба «Амстердамсе», с 2010 года играет за его основной состав.
В сборную вызвана 30 января 2008 года, дебютировала за сборную Нидерландов 7 апреля в матче с Германией, забив первый гол через 10 минут после своего выхода. В заявку на Олимпиаду в Пекин не попала, но отправилась в Пекин как потенциальный резервист и в качестве зрителя стала свидетельницей победы своей сборной. Через 4 года в составе сборной Нидерландов выиграла Олимпийские игры в Лондоне, за что была награждена орденом Оранских-Нассау в сентябре 2012 года. В 2014 году завоевала титул чемпионки мира.
В июне 2011 года получила травму плеча, перенеся потом операцию и пропустив 4 месяца. В октябре 2013 года случился рецидив травмы, и Келли снова перенесла операцию, но сумела восстановиться к чемпионату мира 2014 года.
С 2015 по 2019 годы отметилась двумя победами на чемпионате Европы, победой на чемпионате мира и выигрышем Трофея чемпионов.

## Личная жизнь
Имеет образование физиотерапевта (Амстердамский университет прикладных наук) и психолога (Открытый университет Нидерландов). Своим кумиром считает теннисиста Роджера Федерера.